# Rue de Moussy
Rue de Moussy je ulice v Paříži v historické čtvrti Marais. Nachází se ve 4. obvodu.

## Poloha
Ulice vede od křižovatky s Rue de la Verrerie a končí na křižovatce s Rue Sainte-Croix-de-la-Bretonnerie.

## Historie
Ulice vznikla během vlády Filipa II. Augusta. Ze 13. století se dochovaly její názvy Rue du Franc-Mourier, Rue du Franc-Morier a Rue du Franc-Meurier. V díle Le Dit des rues de Paris je citována jako Rue du Franc-Monrier. V 16. století se ulice jmenovala Rue de Moussy a byla z obou stran opatřena mříží, které zde zůstaly až do počátku 19. století. Není jisté, po kom byla ulice pojmenována. Buď to byl Jean de Moussy, pařížský konšel v roce 1530, nebo Marie de Moussy, manželka Bernarda Prévosta, člena velké rady v letech 1631–1657, který v této ulici vlastnil palác. Rozhodnutím ministra z 18. listopadu 1797 byla šířka ulice stanovena na 6 metrů, ta pak byla zvětšena na 10 metrů na základě královského výnosu ze 6. prosince 1827.

## Zajímavé objekty
- dům č. 7: původně zde stál palác zbořený roku 1895, který patřil biskupům z Beauvais, a kde pobýval Petr Cauchon.